# Katarzyna Arska

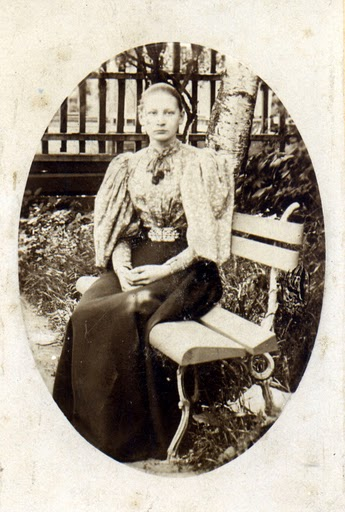
Katarzyna Arska

Katarzyna Arska (ros. Екатерина Андреевна Арская, Jekatierina Andriejewna Arskaja; ur. 1 kwietnia 1875 w Petersburgu, zm. 17 grudnia 1937 w Nowogrodzie) – rosyjska święta prawosławna, nowomęczennica.
Pochodziła z rodziny kupieckiej. Jej ojciec, Andriej Urtjew, był ktitorem cerkwi Ikony Matki Bożej „Wszystkich Strapionych Radość” w Petersburgu. Wykształcenie uzyskała w Instytucie Aleksandrowskim w Petersburgu. W wieku dwudziestu czterech lat wyszła za mąż za oficera artylerii Piotra Arskiego, z którym miała następnie pięcioro dzieci. Zarówno Piotr Arski, jak i wszystkie dzieci zmarły w czasie epidemii w latach 1918–1920.
Na początku lat 30. XX wieku Katarzyna Arska wstąpiła do Bractwa św. Aleksandra Newskiego w Lenigradzie i została duchową córką kierującego nim archimandryty Lwa. W 1932 została aresztowana razem z 92 innymi osobami oskarżonymi o nielegalną działalność religijną w ramach bractwa, jak również o prowadzenie propagandy kontrrewolucyjnej i tworzenie organizacji antyradzieckiej. W śledztwie nie przyznała się do winy i odmówiła obciążenia kogokolwiek. Skazana na trzy lata łagru, odbyła karę w Karłagu (Karaganda). Po zwolnieniu, nie mogąc wrócić do Leningradu, osiadła w Borowiczach.
W październiku 1937 została aresztowana ponownie i oskarżona o przynależność do kontrrewolucyjnej organizacji cerkiewnej, rzekomo kierowanej przez arcybiskupa połockiego Gabriela. Nie przyznała się do winy. 10 grudnia tego samego roku została skazana na śmierć i siedem dni później stracona. W tym samym procesie skazana na śmierć została również inna rosyjska nowomęczennica, Kira Oboleńska oraz arcybiskup Gabriel.
Kanonizowana przez Rosyjski Kościół Prawosławny w 2003.